# Facundo Oreja
Facundo Julián Oreja (14 de junio de 1982, Mar del Plata, Argentina) es un exfutbolista y actual entrenador argentino jugaba de lateral derecho y su último equipo fue Barracas Central. Actualmente se desempeña como ayudante de campo en el Porto de la Primeira Liga de Portugal.

## Trayectoria
Oreja se inició en Independiente de Mar del Plata, luego pasó a Independiente de Avellaneda donde quedó libre en reserva. Volvió a Independiente de Mar del Plata por el convenio que tenía con el club, y jugó seis meses en la primera del club hasta que lo contactó el club Aldosivi para probarse con 19 años de edad. Debutó en la primera división de Aldosivi en el año 2002 y disputó el Torneo Argentino A con dicho club. En el año 2005 consiguió el ascenso a la Primera B Nacional con Aldosivi tras derrotar a Racing de Córdoba.
Llegó al club Nueva Chicago para jugar en la Primera B con el objetivo de poder ascender. Finalizó en la segunda posición en el torneo 2008/2009, lo cual lo habilitó para disputar el octogonal buscando un lugar en la promoción por el segundo ascenso a la Primera B Nacional. El primer partido del reducido fue contra Defensores de Belgrano, encuentro que terminó ganando el club de Núñez por 1 a 0 y perdiendo así las posibilidades de ascender.
En el año 2009/2010 llegó al Club Atlético San Martín de Tucumán para disputar el torneo de la Primera B Nacional en busca del ascenso, objetivo que no pudo cumplir. Sin embargo se quedó una temporada más en el "Santo Tucumano" para intentar conseguir el ascenso. Durante este torneo Oreja se rompió los ligamentos cruzados de la rodilla y el equipo descendió al Torneo Argentino A. En la temporada 2011/2012 llegó al Club Ferro Carril Oeste y disputó la Primera B Nacional con ese club. Tras tener buenas actuaciones, fue pretendido por el Club Gimnasia y Esgrima La Plata, que también se encontraba disputando el torneo de la segunda división de Argentina.
En la temporada 2012/2013 llegó a Gimnasia y Esgrima La Plata para disputar la B Nacional. Gracias a su entrega y al salvar una pelota en la línea en el primer encuentro de la temporada frente a Boca Unidos se metió rápidamente en el corazón de la hinchada tripera. Gimnasia consiguió el ascenso a la Primera División cuatro fechas antes de la finalización del torneo, finalizando segundo con 72 puntos detrás de Rosario Central que consiguió 73.
En la temporada 2013/2014 continuó en el equipo platense con el objetivo de poder mantener la categoría. En el primer Torneo Inicial finalizó con 26 puntos, mientras que peleó hasta el final el título del Torneo Final contra River Plate, Boca Juniors y su eterno rival Estudiantes de La Plata. Consiguió 31 puntos pero no logró ser campeón ya que el River finalizó con 37, coronándose así campeón del "Torneo Final". Gracias a la buena campaña de 57 puntos, Gimnasia logró clasificar a la Copa Sudamericana 2014. Posteriormente, en las temporadas 2014, 2015 y 2016 se mantuvo como un pilar en el once titular de Gimnasia. En 2015 llegó a ser capitán del equipo en varios partidos por la ausencia de Lucas Licht.
En la temporada 2018/2019 fue suplente, mientras que su lugar fue ocupado por Víctor Hugo Ayala. Al no tener un lugar fijo en el equipo, Oreja fue liberado y firmó con Barracas Central.

## Clubes

### Como jugador
| Club                        | País                | Año                 | PJ  | Goles |
| --------------------------- | ------------------- | ------------------- | --- | ----- |
| Aldosivi                    | Argentina           | 2002-2008           | 151 | 2     |
| Nueva Chicago               | Argentina           | 2008-2009           | 33  | 1     |
| San Martín de Tucumán       | Argentina           | 2009-2011           | 52  | 2     |
| Ferrocarril Oeste           | Argentina           | 2011-2012           | 37  | 0     |
| Gimnasia y Esgrima La Plata | Argentina           | 2012- 2019          | 210 | 3     |
| Barracas Central            | Argentina           | 2019 - 2020         | 7   | 0     |
| Total en su carrera         | Total en su carrera | Total en su carrera | 490 | 8     |

### Como entrenador
| Club              | País      | Año         |
| ----------------- | --------- | ----------- |
| Círculo Deportivo | Argentina | 2020 - 2021 |

## Palmarés

### Logros
| Ascenso                          | Club               | Sede    | Año     |
| -------------------------------- | ------------------ | ------- | ------- |
| Promoción                        | Aldosivi           | Córdoba | 2005    |
| Campeonato de Primera B Nacional | Gimnasia y Esgrima | Córdoba | 2012/13 |

| Torneo      | Club     | Sede      | Año  |
| ----------- | -------- | --------- | ---- |
| Argentino A | Aldosivi | Sunchales | 2005 |